# Ксавье Вудс
О́стин Уо́тсон (англ. Austin Watson; род. 4 сентября 1986, Колумбус, Джорджия) — американский рестлер и YouTube-блогер, в настоящее время выступающий в WWE на шоу Raw под именем Ксавье́ Ву́дс (англ. Xavier Woods). Член группировки «Новый день» (с Биг И и Кофи Кингстоном). Бывший трехкратный командный чемпион SmackDown и двукратный командный чемпион Raw, причем второе чемпионство — самое длинное командное чемпионство в истории WWE с Биг И. Победитель турнира «Король ринга» 2021 года, после чего стал использовать имя Король Вудс.
Ранее работал в Total Nonstop Action Wrestling (TNA) под именем Последствие Крид (англ. Consequences Creed), где был командным чемпионом TNA с Джейем Литалом.

## Ранний период
Уотсон родился в Колумбусе, Джорджия. Окончил Sprayberry High School в 2004 году. В том же году начал изучать психологию и философию в университете Фурман в Гринвилле, Южная Каролина. Получил степень магистра по психологии и степень бакалавра по философии.

## Карьера в рестлинге

### Total Nonstop Action Wrestling

#### Командный и икс-дивизион (2007—2010)

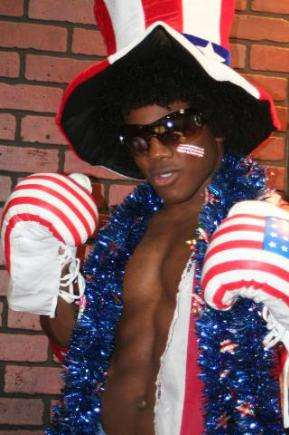
Последствие Крид в октябре 2007 года

Крид появился в Total Nonstop Action Wrestling на шоу Bound for Glory 2007, как замена Адама «Пакмана» Джонса в команде с Роном Киллингсом. Крид выступал под именем Рашид Люциус «Последствия» Крид. Его команда с Роном Киллингсом получил название «Правда и Последствия», которое представляло собой комбинацию прозвища Киллингса — «Правда» и прозвища Крида — «Последствия». 21 октября 2007 года стало известно, что Крид подписал контракт с TNA.
Крид был уволен из TNA 29 марта 2010 года.

### World Wrestling Entertainment / WWE

#### Подготовка (2010—2013)
22 июля 2010 года было объявлено, что Уотсон подписал подготовительный контракт с World Wrestling Entertainment (WWE). 29 июля Уотсон, под своим настоящим именем, дебютировал в Florida Championship Wrestling. После дебюта он был добавлен на официальный сайт FCW под именем Ксавье Вудс.
После того, как WWE переименовал FCW в NXT, 31 октября 2012 Вудс дебютировал на шоу NXT, проиграв Лео Крюгеру. Вудс начал использовать образ фаната популярной культуры 1990-х годов, он вдохновлялся «Могучими рейнджерами», Dragon Ball Z и другими элементами поп-культуры 90-х годов и использовал их элементы в матчах и костюмах. Он перестал использовать этот образ, как только его вызвали в основной ростер WWE.

#### Дебют и команда с R-Truth (2013—2014)

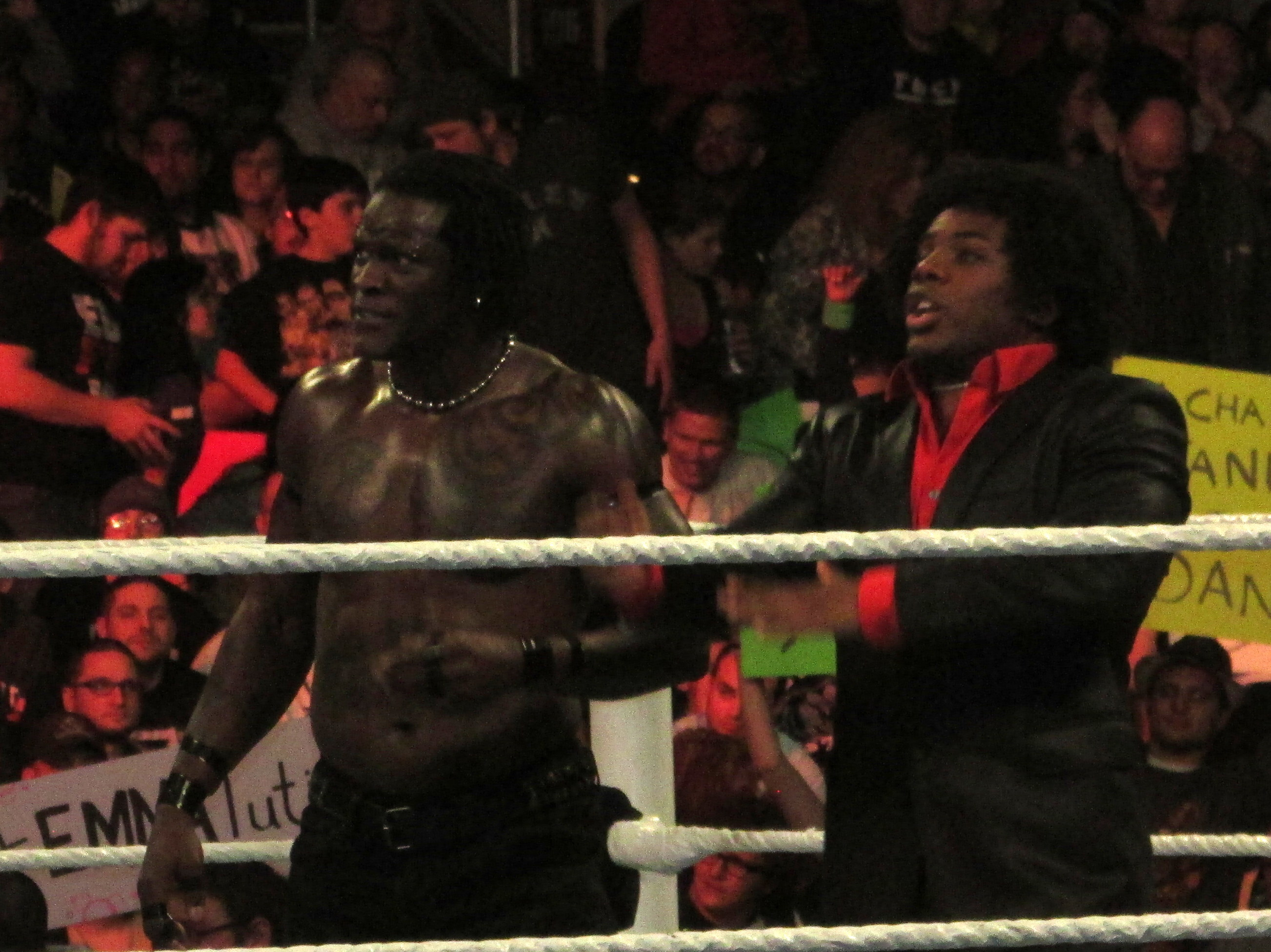
Вудс (справа) с R-Truth в январе 2014 года

18 ноября 2013 года Вудс дебютировал на Raw, объединившись с другим выпускником TNA и бывшим командным партнёром — R-Truth — для победы над 3MB (Дрю Макинтайр и Джиндер Махал).

## В других медиа
В 2015 году Уотсон под псевдонимом Остин Крид создал YouTube-канал под названием UpUpDownDown, где он приглашает других звёзд WWE, игровых личностей, друзей и других гостей поиграть в видеоигры. В августе 2018 года он стал обладателем рекорда Гиннеса по количеству подписок на игровой канал со знаменитостями, с 1,6 миллионами подписчиков.

## Личная жизнь
Уотсон в настоящее время получает степень доктора философии в области педагогической психологии в Университете Капеллы. Уотсон — заядлый фанат видеоигр. На левом предплечье у него татуировка из The Legend of Zelda. Также есть аккаунт на Twitch под именем AustinCreed. Уотсон женат и имеет сына.

## Титулы и достижения
- Deep South Wrestling
  - Чемпион DSW в тяжёлом весе (1 раз)[21]
- East Coast Wrestling Association
  - ECWA Super 8 Tournament (2010)[22]
- Florida Championship Wrestling
  - Командный чемпион Флориды FCW (1 раз) — с Уэсом Бриско[23]
- NWA Anarchy
  - Командный чемпион NWA Anarchy (1 раз) — с Хейденом Янгом[24]
  - Most Popular Wrestler (2006)
- Pro Wrestling Illustrated
  - Команда года (2015, 2016) с Биг И и Кофи Кингстоном[25]
  - № 58 в топ 500 рестлеров в рейтинге PWI 500 в 2016[26]
- Total Nonstop Action Wrestling
  - Командный чемпион мира TNA (1 раз) — с Джеем Литалом[27]
- Wrestling Observer Newsletter
  - Лучший образ (2015) — «Новый день»[28]
- WWE
  - Командный чемпион WWE Raw (4 раза) — с Биг И и Кофи Кингстоном (2), и Кофи Кингстоном (2)[29]
  - Командный чемпион WWE SmackDown (7 раз) — с Биг И и Кофи Кингстоном (6), и Кофи Кингстоном (1)[30]
  - «Король ринга» (2021)[31][32]
  - Командный чемпион NXT (1 раз) — с Кофи Кингстоном (1)
  - Премия WWE по итогам года (1 раз)
    - Мужская команда года (2019) — с Биг И и Кофи Кингстоном[33]

  - Slammy Award (1 раз)
    - Костюм года (2020) — с Биг И и Кофи Кингстоном